# Centre national des archives
Le Centre national des Archives (CNA) au Yémen est chargé de conserver toutes les archives publiques et privées après la réunification du Yémen le 22 mai 1990. Le CNA a été créé par le décret républicain no 25 de 1991 relatif à la création du Centre national des archives, le 19 février 1991.

## Présentation
Ce centre est l’une des principales unités du Bureau de la Présidence. S'ensuit le décret républicain N° 38 de l’année 1996, qui donne le CNA la personnalité juridique et financière indépendance et suive le Bureau de la Présidence directement.

## Objectif
L'objectif de CNA de récolter, organiser, rangement, préserver et conserver les documents concernent l’État du Yémen sous toutes ses formes, les types et où qu'ils se trouvent et quelle que soit la période à laquelle il appartient. Les tâches et les missions du CNA, recueil et la réception des archives des organismes d’État, leur conservation et leurs restaurations, classement des archives.

## Lois et règlements sur les archives
La première loi sur les archives au Yémen était en 1994 n° 20 de l’année 1994 relatif de conservation les archives public et leurs modifie n° 28 de l’année 1997, cette loi organise les archives public et privée, restauration et communication les archives.
À travers le décret de créer le CNA en 1991, la loi des archives de l’année 1994 et le décret relatif de règlement organigramme de  n° 21 de l’année 1997, qui élargir les stratégies et les pouvoirs du CNA, donne le contrôler, suivi et approuver les outils archivistique aux instituions de l’État